# 黄崇
黄 崇（こう すう）は、中国三国時代の蜀漢の武将・政治家。益州巴西郡閬中県の出身。父は黄権。『三国志』蜀書黄権伝に記述がある。

## 生涯
章武2年（222年）、荊州に親征していた劉備は夷陵の戦いで陸遜に大敗した。父の黄権は劉備の信任が厚く、このときは別働隊を任され荊州北部で魏に備えていた。しかし、劉備の敗戦によって進退窮まり、やむなく魏へ降伏した。このため、黄権の妻子の処罰を進言したものがいたが、劉備は「黄権が私を裏切ったのではない。私が黄権を裏切ったのだ」と進言を退けた。
当時、まもなく成人(元服)を迎えようとしていた黄崇は従軍を希望したが、衆議は未成年を理由に却下している(同様の事象は諸葛瞻・諸葛京父子の逸話にも見られる。蜀漢における従軍規定の一端だろうか。魏の曹操の子・曹丕は10歳、夏侯淵の子・夏侯栄の場合は13歳で従軍を許可されている)。黄崇はそのまま蜀漢へ出仕し、後に尚書郎へ任じられた。
炎興元年（263年）冬、陰平の間道を通って剣閣を迂回してきた鄧艾軍を迎撃するため、諸葛瞻に従って涪に向かった。諸葛瞻は涪から動こうとしなかったので、黄崇は「速やかに進軍して要害を占拠し、敵を平地に進入させないようにするべきです」と何度も進言したが聞き入れられず、黄崇は涙を流したという。
その後、鄧艾が軍を進めたので諸葛瞻は綿竹まで退却した。黄崇は兵を鼓舞して奮戦したが、力及ばず戦死した（蜀漢の滅亡）。享年は50半ばであったという。

## 史跡
なお、四川省綿竹市に綿竹防衛戦で戦死した諸葛瞻と諸葛尚・張遵・黄崇・李球と諸葛亮を祭る、諸葛双忠墓祠がある。